# Agujero estilomastoideo
El agujero estilomastoideo es un agujero situado entre las apófisis estiloides y mastoides del hueso temporal del cráneo. Es la terminación del canal facial y transmite el nervio facial y la arteria estilomastoidea. La inflamación del nervio facial en el agujero estilomastoideo puede causar parálisis de Bell.

## Estructura
El agujero estilomastoideo se encuentra entre las apófisis estiloides y mastoides del hueso temporal. La distancia media entre la abertura del agujero estilomastoideo y la apófisis estiloides es de unos 0,7 mm o 0,8 mm en los adultos, pero puede disminuir a unos 0,2 mm durante el envejecimiento.
El agujero estilomastoideo transmite el nervio facial, y la arteria estilomastoidea. Estas 2 estructuras se encuentran una al lado de la otra.

## Importancia clínica
La parálisis de Bell puede deberse a la inflamación del nervio facial en el punto en que sale del cráneo en el agujero estilomastoideo. Los pacientes con parálisis de Bell presentan caída facial en el lado afectado.

## Imágenes adicionales

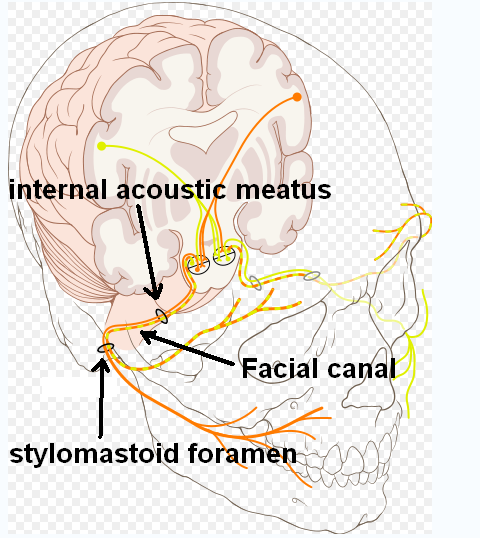
Canal facial

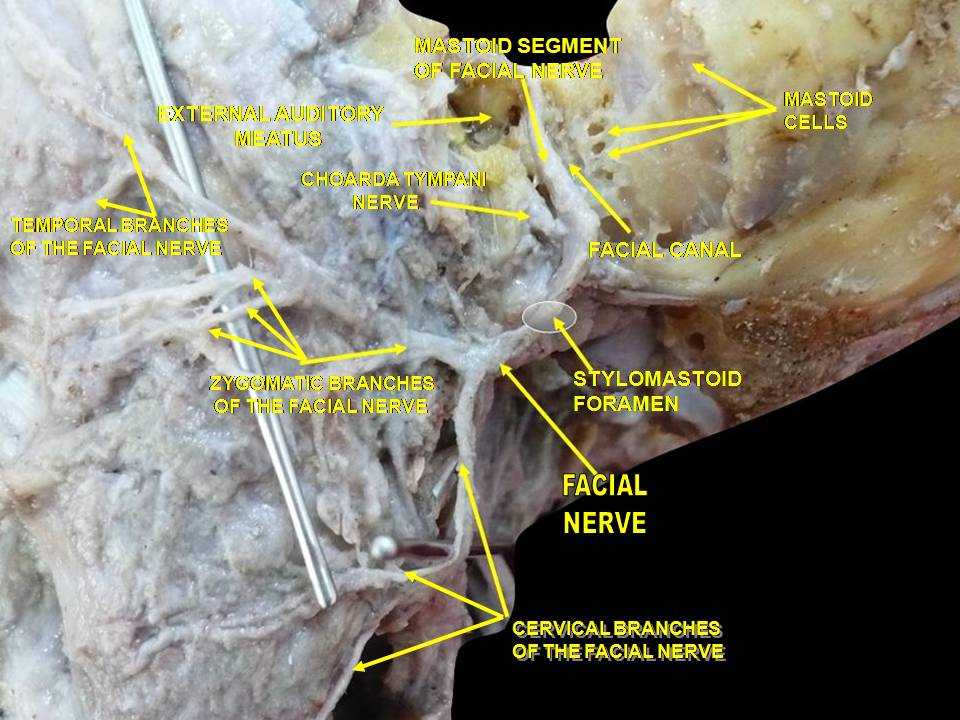
Detalle anatomía lateral de la cabeza. Disección del nervio facial.